# Rocío Gamonal
Rocío Gamonal Ferrera (Marcenado, 25 de febrero de 1979) es una deportista española que compitió en ciclismo en las modalidades de montaña y ciclocrós. Ganó una medalla de oro en el Campeonato Mundial de Ciclismo de Montaña de 2005, en la prueba de campo a través por relevos.
En ciclocrós fue seis veces campeona de España, ganando en total trece medallas. Participó en varios Campeonatos Mundiales de Ciclocrós, donde su mejor resultado fue el 17.º lugar en la edición del 2010.
Tras su retirada del circuito élite, participó en carreras para veteranos, obteniendo el título de campeona del mundo de campo a través en la categoría de 35 a 39 años el año 2015.

## Palmarés

### Ciclismo de montaña
| Campeonato Mundial | Campeonato Mundial | Campeonato Mundial | Campeonato Mundial         |
| Año                | Lugar              | Medalla            | Competición                |
| ------------------ | ------------------ | ------------------ | -------------------------- |
| 2005               | Livigno (Italia)   | Medalla de oro     | Campo a través por relevos |

### Ciclocrós
| Campeonato de España | Campeonato de España | Campeonato de España | Campeonato de España |
| Año                  | Lugar                | Medalla              | Competición          |
| -------------------- | -------------------- | -------------------- | -------------------- |
| 2000                 | Colombres            | Medalla de oro       | Carrera individual   |
| 2001                 | Noja                 | Medalla de oro       | Carrera individual   |
| 2002                 | Durana               | Medalla de plata     | Carrera individual   |
| 2003                 | Sotrondio            | Medalla de bronce    | Carrera individual   |
| 2004                 | Valladolid           | Medalla de plata     | Carrera individual   |
| 2005                 | Busturia             | Medalla de plata     | Carrera individual   |
| 2006                 | Ribadumia            | Medalla de plata     | Carrera individual   |
| 2007                 | Alcobendas           | Medalla de oro       | Carrera individual   |
| 2008                 | Villarcayo           | Medalla de plata     | Carrera individual   |
| 2009                 | Valladolid           | Medalla de oro       | Carrera individual   |
| 2010                 | Laredo               | Medalla de oro       | Carrera individual   |
| 2014                 | Segorbe              | Medalla de bronce    | Carrera individual   |
| 2015                 | Gijón                | Medalla de oro       | Carrera individual   |

1. 1 2  Medalla obtenida como sub-23.